# Крушельницький Леонтій
Леонтій Крушельницький (нар. 27 жовтня 1905, с. Стара Ягільниця, нині Чортківського району Тернопільської області — 22 жовтня 1982, Нью-Йорк, США) — український хоровий диригент. Чоловік Л. Крушельницької.

## Життєпис
Закінчив українську гімназію у Станіславі (нині Івано-Франківськ, 1924), Львівський університет (диплом магістра права). Займався адвокатською практикою. Співав у хорі під керівництвом Д. Котка та «Сурмі». 1937—1938 диригував хором «Думка» (усі — Станіслав). Згодом керував хорами на Холмщині.
1944 — емігрував до Австрії, де організував чоловічий хор «Муза» (дав 120 концертів), згодом — мішаний хор.
1949 — виїхав до Нью-Йорка, де організував і був диригентом (1949—1950, 1955—1960) чоловічого хору «Думка» (згодом мішаний; 1950—1952 — його голова), а також дитячого хору «Молода Думка» (1952—1955). З хорами популяризував українську музику в найбільших залах Нью-Йорка та великих міст США і Канади.